# Force (film, 1929)
Pour plus de détails, voir Fiche technique et Distribution.
Force (The Mighty) est un film américain réalisé par John Cromwell, sorti en 1929.

## Synopsis
L'homme de main d'un gangster devient un héros après avoir été enrôlé pour servir dans la Grande Guerre.

## Fiche technique
- Titre original : The Mighty
- Titre français : Force
- Réalisation : John Cromwell
- Scénario : Grover Jones, Robert N. Lee, Herman J. Mankiewicz, William Slavens McNutt et Nellie Revell
- Photographie : J. Roy Hunt
- Montage : Otho Lovering et George Nichols Jr.
- Société de production : Paramount Pictures
- Pays de production : États-Unis
- Format : Noir et blanc - Mono
- Genre : drame
- Date de sortie : 1929

## Distribution
- George Bancroft : Blake Greeson
- Esther Ralston : Louise Patterson
- Warner Oland : Sterky
- Raymond Hatton : Dogey Franks
- Dorothy Revier : Mayme
- Morgan Farley : Jerry Patterson
- O. P. Heggie : J.K. Patterson
- Charles Sellon : le maire
- E. H. Calvert : Major General
- John Cromwell : Mr Jamieson
- Ernie Adams (non crédité)
- Mischa Auer(non crédité)
- Jack Pennick (non crédité)